# 오기 아키라
오기 아키라(일본어: 仰木 彬, 1935년 4월 29일 ~ 2005년 12월 15일)는 일본의 전 프로 야구 선수이자 야구 감독, 야구 해설가이자 평론가이다.

## 인물

### 프로 입단 전
교사로 활동하고 있던 부모 사이에서 태어났다. 그러나 아버지는 태평양 전쟁에서 전사하였고 어렸을 때 엄격한 어머니의 손 하나로 자랐다. 1953년, 도치쿠 고등학교 전일제 과정 상업과 3학년 때에 제35회 전국 고등학교 야구 선수권 대회에 투수로서 출전했다.

### 현역 시절
1954년 니시테쓰 라이온스에 투수로서 입단하여 기대를 받은 신인이었지만 기대 이하의 모습을 지켜보고 있던 미하라 오사무 감독은 2루수로 전향케 했다. 미하라는 오기가 던지는 공의 회전이 “너무 솔직하다”라고 느껴 주전 2루수였던 미야자키 가나메가 은퇴 적령기인 37세라는 것을 고려하여 젊은 선수가 필요한 상황이었기 때문에 전향을 명했다고 한다.
원래 고교 시절에 급조의 투수가 될 때까지는 내야수였기 때문에 호수비를 보여주는 등 1년차부터 주전으로 정착했고 이후 나카니시 후토시, 도요다 야스미쓰와 함께 니시테쓰의 황금 시대를 이끌었다. 당시 미하라 감독과는 야구 이론과 관련한 의견을 주고 받는 등 벤치에서 미하라의 옆에 다가가 지도자로서의 기초를 배웠다. 1967년에는 현역을 은퇴했고 그 후 2년 간 니시테쓰의 코치를 맡았다.

### 긴테쓰 코치·감독 시절
1970년, 미하라 오사무가 감독을 맡고 있던 긴테쓰 버펄로스의 수비 주루 코치로 발탁되었고 1983년 시즌 종료 후에는 수석 코치로 승격되었다. 1987년 시즌 종료 후 오카모토 이사미 감독의 후임으로 긴테쓰의 감독으로 취임, 부임 1년째는 세이부 라이온스와의 막판까지 리그 우승을 놓고 펼친 일명 ‘10월 19일 결전’에서는 아깝게 리그 우승을 놓치고 말았다. 그 해의 격렬한 우승 경쟁은 일본 야구사에 남는 드라마틱한 장면으로 기록되었다. 여러 가지 기책에 의한 지휘는 오기의 은사였던 미하라 오사무의 ‘미하라 매직’(三原マジック)에 모방한 ‘오기 매직’(仰木マジック)이라고 불리었다.
다음해인 1989년에는 오릭스, 세이부와의 우승을 놓고 경쟁을 했는데 2위 오릭스와의 1리차(3위 세이부와는 2리차)로 팀을 9년 만의 리그 우승을 이끌었다. 그 해 요미우리 자이언츠를 상대로 열린 일본 시리즈에서는 내리 3연승을 기록한 후 끝내 4연패를 당해 일본 시리즈 우승 달성에는 실패했다.
그 후에는 매년 A클래스(1위 ~ 3위)의 성적을 남겼지만 1991년 ~ 1992년에는 2년 연속 세이부와의 우승 경쟁에서 밀려 1992년 시즌 끝으로 긴테쓰 감독직에서 물러났다. 긴테쓰 감독 시절에는 노모 히데오나 아카호리 모토유키 등의 젊은 선수들을 많이 육성했다.

### 오릭스 블루웨이브 감독 시절
1993년에는 1년간 아사히 방송과 스포츠 닛폰에서 야구 해설위원으로 활동한 후 이듬해 1994년부터는 오릭스 블루웨이브의 감독으로 발탁되었다. 오릭스 감독으로 취임한 후 지금까지 2군 생활을 계속하고 있던 이치로의 소질을 발견하면서 곧바로 1군으로 발탁시켰고 그 외에도 전임 도이 쇼조 감독 시절부터 기대되면서 부진에 빠져 있던 다구치 소를 외야수로서 기용해 성공시키는 등 도이 감독의 시절에 침체되었던 재능을 서서히 개조시켰다. 부임 1년차인 1994년의 시즌에는 팀을 2위로 끌어올렸고 이듬해 1995년에는 간사이 지방을 강타한 한신·아와지 대지진이 일어나면서 한동안 고베에서 경기를 할 수 없을 것이라는 우려의 목소리가 일고있는 와중에 ‘힘내자 KOBE’(がんばろうKOBE)라는 팀의 표어를 내걸어 오릭스로서는 처음으로 퍼시픽 리그 우승을 이끌었다. 그러나 일본 시리즈에서는 노무라 가쓰야 감독이 이끄는 야쿠르트 스왈로스에게 1승 4패의 성적을 기록하여 일본 시리즈 우승 달성에는 실패했다.
다음해인 1996년에는 2년 연속 리그 우승을 이끌었고 일본 시리즈에서는 나가시마 시게오 감독이 이끄는 요미우리 자이언츠와 상대해 4승 1패를 기록하며 감독으로서는 처음으로 일본 시리즈 우승 달성에 성공했다. 그 후 리그 우승을 이끈 일은 없었지만 팀 성적은 1999년까지 6년 연속으로 A클래스를 유지했다(긴테쓰 감독 시절을 포함하면 11년 연속). 그러나 이치로와 다구치가 메이저 리그에 이적하면서 2000년과 2001년에 2년 연속으로 B클래스에 머물러고 2001년 시즌 종료 후에 감독직에서 물러났했다.

### 오릭스 버펄로스 감독 시절
오릭스의 감독직에서 물러난 후 2002년부터 2004년까지 아사히 방송과 스포츠 닛폰에서 해설위원으로 활동했다. 2004년에는 일본 야구 명예의 전당에 헌액되었고 2004년 말에 열린 기념 파티에서는 폐암이 발견되어 투병 생활을 계속하고 있었다고 말했다. 그러나 오기는 생전에 암이 퍼지면서 투병하고 있다는 사실을 일절 알리지는 않았는데 니시테쓰 라이온스 시절의 동료인 나카니시 후토시나 가네무라 요시아키 등과 같은 야구계 관계자 일부만이 그 사실을 알고 있었지만 오기가 간절히 원하면서 비밀로 하고 있었다고 한다.
2005년에 자신이 이끌었던 긴테쓰 버펄로스와 오릭스 블루웨이브와의 합병에 의해서 탄생한 신생팀 ‘오릭스 버펄로스’로부터 감독을 맡아달라는 요청을 받아들여 4년 만에 야구계를 복귀했다. 이 때 나이는 70세였고 이것은 당시 역대 최고령으로서의 감독 취임이었다(이듬해인 2006년에 노무라 가쓰야가 기록을 경신했다). 투병이 계속되고 있던 폐암은 완치되지는 않았지만 ‘그라운드에서 죽을 수 있으면 나는 숙원’이라고 말하는 등 병을 참아내면서 감독으로 발탁되었다.
취임 후 그라운드에서는 병상을 숨기면서 다부지게 행동하고 있었지만 가끔씩 졸고 있는 것과 벤치에 앉은 채로 움직이지 않는 경우도 눈에 띄었다. 특히 후반기인 세이부 돔에서 경기할 당시에는 구장의 계단을 자신의 힘으로 오르는 것조차 하지 못했고 외야의 큰 도구를 반입구에서 그라운드로 드나들 정도였는데 컨디션을 무너뜨리고 있는 모습이 주변에서 자주 확인되고 있었다. 2005년은 종반까지 추격하면서 최종적으로는 4위를 기록, 플레이오프 진출은 놓쳤지만 3년 연속 최하위로 떨어질 정도의 침체되고 있던 팀을 많이 약진시켰다. 세이부 돔에서의 최종전이 끝난 이후 레프트쪽 관중석에 있는 오릭스 팬들에게 다가가 두세 번 고개를 숙이면서 “고맙습니다”라고 답례를 했다.
오기 아키라는 구단으로부터 감독을 계속 맡아달라는 요청을 받았지만 고령에다가 앞에서 말한 건강상의 이유를 들어 2005년까지 용퇴를 결정했고 최종전이 끝난 다음날에 기자 회견을 열어 감독직에서의 사임과 구단의 시니어 어드바이저(SA)의 취임을 발표했다. 그러나 2개월 후인 12월 15일 오후 4시 10분에 폐암에 의한 호흡 부전으로 후쿠오카현 후쿠오카시내의 병원에서 향년 70세의 나이로 사망했다.

## 출신 학교
- 후쿠오카 현립 도치쿠 고등학교

## 수상·타이틀 경력
- 베스트 나인 : 1회(1960년)
- 쇼리키 마쓰타로상 : 1회(1996년)
- 일본 야구 명예의 전당 헌액자(2004년)

## 개인 기록
- 통산 1000경기 출장 : 1962년 8월 12일(75번째)
- 올스타전 출장 : 1회(1961년)

## 등번호
- 42(1954년 시즌 도중)
- 5(1954년 시즌 도중 ~ 1967년)
- 30(1968년 ~ 1969년)
- 51(1970년)
- 71(1971년 ~ 1992년)
- 72(1994년 ~ 2001년)
- 70(2005년)

## 통산 성적

### 연도별 타격 성적
| 연도        | 소속        | 경 기 | 타 석 | 타 수 | 득 점 | 안 타 | 2 루 타 | 3 루 타 | 홈 런 | 루 타 | 타 점 | 도 루 | 도루 실패 | 희생 번트 | 희생 플라이 | 볼 넷 | 고의 사구 | 死 구 | 삼 진 | 병 살 타 | 타 율 | 출 루 율 | 장 타 율 | O P S |
| ----------- | ----------- | ----- | ----- | ----- | ----- | ----- | ------- | ------- | ----- | ----- | ----- | ----- | --------- | --------- | ----------- | ----- | --------- | ----- | ----- | -------- | ----- | -------- | -------- | ----- |
| 1954년      | 니시테쓰    | 101   | 280   | 250   | 27    | 54    | 11      | 6       | 5     | 92    | 26    | 15    | 5         | 6         | 0           | 22    | --        | 2     | 51    | 6        | .216  | .285     | .368     | .653  |
| 1955년      | 니시테쓰    | 126   | 406   | 370   | 48    | 87    | 15      | 1       | 15    | 149   | 39    | 22    | 7         | 8         | 2           | 22    | 0         | 4     | 70    | 5        | .235  | .285     | .403     | .688  |
| 1956년      | 니시테쓰    | 124   | 438   | 388   | 52    | 94    | 19      | 1       | 10    | 145   | 33    | 23    | 10        | 17        | 1           | 30    | 0         | 2     | 75    | 3        | .242  | .300     | .374     | .674  |
| 1957년      | 니시테쓰    | 96    | 246   | 211   | 28    | 54    | 6       | 2       | 6     | 82    | 23    | 4     | 4         | 5         | 1           | 26    | 0         | 3     | 49    | 4        | .256  | .346     | .389     | .734  |
| 1958년      | 니시테쓰    | 115   | 331   | 296   | 38    | 59    | 10      | 0       | 2     | 75    | 27    | 10    | 3         | 10        | 0           | 22    | 0         | 3     | 65    | 4        | .199  | .262     | .253     | .515  |
| 1959년      | 니시테쓰    | 128   | 316   | 281   | 38    | 62    | 11      | 2       | 7     | 98    | 31    | 8     | 6         | 14        | 2           | 16    | 0         | 3     | 52    | 8        | .221  | .270     | .349     | .619  |
| 1960년      | 니시테쓰    | 114   | 426   | 374   | 46    | 100   | 19      | 3       | 4     | 137   | 30    | 8     | 8         | 15        | 0           | 33    | 1         | 4     | 57    | 4        | .267  | .333     | .366     | .700  |
| 1961년      | 니시테쓰    | 123   | 453   | 408   | 45    | 99    | 19      | 1       | 9     | 147   | 52    | 11    | 7         | 5         | 3           | 33    | 3         | 4     | 69    | 13       | .243  | .306     | .360     | .666  |
| 1962년      | 니시테쓰    | 111   | 406   | 357   | 48    | 76    | 13      | 5       | 5     | 114   | 21    | 5     | 10        | 18        | 1           | 25    | 1         | 5     | 75    | 7        | .213  | .274     | .319     | .593  |
| 1963년      | 니시테쓰    | 83    | 245   | 193   | 16    | 37    | 8       | 0       | 1     | 48    | 17    | 5     | 5         | 20        | 2           | 29    | 1         | 1     | 39    | 5        | .192  | .300     | .249     | .549  |
| 1964년      | 니시테쓰    | 105   | 275   | 234   | 23    | 55    | 11      | 1       | 5     | 83    | 23    | 3     | 3         | 12        | 2           | 23    | 2         | 4     | 40    | 1        | .235  | .314     | .355     | .669  |
| 1965년      | 니시테쓰    | 62    | 116   | 105   | 17    | 16    | 1       | 0       | 0     | 17    | 2     | 1     | 1         | 3         | 0           | 8     | 0         | 0     | 21    | 2        | .152  | .212     | .162     | .374  |
| 1966년      | 니시테쓰    | 36    | 30    | 28    | 2     | 6     | 0       | 0       | 1     | 9     | 2     | 1     | 0         | 1         | 0           | 1     | 0         | 0     | 7     | 0        | .214  | .241     | .321     | .563  |
| 1967년      | 니시테쓰    | 4     | 6     | 6     | 0     | 1     | 0       | 0       | 0     | 1     | 0     | 0     | 0         | 0         | 0           | 0     | 0         | 0     | 0     | 0        | .167  | .167     | .167     | .333  |
| 통산 : 14년 | 통산 : 14년 | 1328  | 3974  | 3501  | 428   | 800   | 143     | 22      | 70    | 1197  | 326   | 116   | 69        | 134       | 14          | 290   | 8         | 35    | 670   | 62       | .229  | .294     | .342     | .636  |

- 굵은 글씨는 시즌 최고 성적.

### 감독으로서의 팀 성적
| 연도        | 소속        | 순위        | 경기        | 승리 | 패전 | 무승부 | 승률 | 승차 | 팀 홈런                       | 팀 타율                       | 팀 평균자책점                 | 연령                          |                               |
| ----------- | ----------- | ----------- | ----------- | ---- | ---- | ------ | ---- | ---- | ----------------------------- | ----------------------------- | ----------------------------- | ----------------------------- | ----------------------------- |
| 1988년      | 긴테쓰      | 2위         | 130         | 74   | 52   | 4      | .587 | 0    | 154                           | .253                          | 3.23                          | 53세                          |                               |
| 1989년      | 긴테쓰      | 1위         | 130         | 71   | 54   | 5      | .568 | -    | 157                           | .261                          | 3.86                          | 54세                          |                               |
| 1990년      | 긴테쓰      | 3위         | 130         | 67   | 60   | 3      | .528 | 14.5 | 181                           | .275                          | 4.34                          | 55세                          |                               |
| 1991년      | 긴테쓰      | 2위         | 130         | 77   | 48   | 5      | .616 | 4.5  | 157                           | .265                          | 3.46                          | 56세                          |                               |
| 1992년      | 긴테쓰      | 2위         | 130         | 74   | 50   | 6      | .597 | 4.5  | 155                           | .247                          | 3.69                          | 57세                          |                               |
| 1994년      | 오릭스      | 2위         | 130         | 68   | 59   | 3      | .535 | 7.5  | 92                            | .285                          | 3.93                          | 59세                          |                               |
| 1995년      | 오릭스      | 1위         | 130         | 82   | 47   | 1      | .636 | -    | 115                           | .259                          | 2.88                          | 60세                          |                               |
| 1996년      | 오릭스      | 1위         | 130         | 74   | 50   | 6      | .597 | -    | 124                           | .271                          | 3.55                          | 61세                          |                               |
| 1997년      | 오릭스      | 2위         | 135         | 71   | 61   | 3      | .538 | 5    | 111                           | .263                          | 3.61                          | 62세                          |                               |
| 1998년      | 오릭스      | 3위         | 135         | 66   | 66   | 3      | .500 | 4.5  | 140                           | .264                          | 4.03                          | 63세                          |                               |
| 1999년      | 오릭스      | 3위         | 135         | 68   | 65   | 2      | .511 | 10.5 | 112                           | .263                          | 3.64                          | 64세                          |                               |
| 2000년      | 오릭스      | 4위         | 135         | 64   | 67   | 4      | .489 | 8    | 116                           | .260                          | 4.64                          | 65세                          |                               |
| 2001년      | 오릭스      | 4위         | 140         | 70   | 66   | 4      | .515 | 7    | 143                           | .263                          | 4.11                          | 66세                          |                               |
| 2005년      | 오릭스      | 4위         | 136         | 62   | 70   | 4      | .470 | 26   | 97                            | .260                          | 3.84                          | 70세                          |                               |
| 통산 : 14년 | 통산 : 14년 | 통산 : 14년 | 통산 : 14년 | 1856 | 988  | 815    | 53   | .548 | A클래스 : 11회, B클래스 : 3회 | A클래스 : 11회, B클래스 : 3회 | A클래스 : 11회, B클래스 : 3회 | A클래스 : 11회, B클래스 : 3회 | A클래스 : 11회, B클래스 : 3회 |

- 순위에서 굵은 글씨는 일본 시리즈 우승.

1. 1988년부터 1996년까지는 130경기제.
2. 1997년부터 2000년까지는 135경기제.
3. 2001년부터 2003년까지는 140경기제.
4. 2004년부터 136경기제.